# Maltese First Division 1917/1918
Soutěžní ročník Maltese First Division 1917/18 byl 7. ročníkem Maltese First Division, nejvyšší maltské fotbalové ligy. Soutěž byla v této sezóně rozšířena z 6 na 8 účastníků. Šampionem se stal Ħamrun Spartans, který v dodatečném rozhodujícím zápase porazil St. George's.

## Tabulka
| Poř. | Tým              | Z | V | R | P | VG | OG | B  |
| ---- | ---------------- | - | - | - | - | -- | -- | -- |
| 1.   | Ħamrun Spartans  | 7 | 5 | 2 | 0 | 22 | 3  | 12 |
| 2.   | St. George's     | 7 | 6 | 0 | 1 | 17 | 7  | 12 |
| 3.   | Sliema Wanderers | 7 | 5 | 1 | 1 | 15 | 3  | 11 |
| 4.   | Valletta United  | 7 | 3 | 1 | 3 | 14 | 9  | 7  |
| 5.   | Floriana         | 7 | 2 | 3 | 2 | 11 | 6  | 7  |
| 6.   | Paola Rovers     | 7 | 1 | 2 | 4 | 5  | 11 | 4  |
| 7.   | Cottonera        | 7 | 1 | 1 | 5 | 4  | 19 | 3  |
| 8.   | Floriana Liberty | 7 | 0 | 0 | 7 | 5  | 35 | 0  |

|  | Vítěz ligy |

## Play-off
Ħamrun Spartans a St. George's skončili sezónu se stejným počtem bodů, a tak proběhl dodatečný rozhodující zápas, jehož vítěz se stal šampionem.
| Tým #1          | Výsledek | Tým #2       |
| --------------- | -------- | ------------ |
| Ħamrun Spartans | 4:2      | St. George's |